# Auridius ordinatus
Auridius ordinatus är en insektsart som beskrevs av Ball 1899. Auridius ordinatus ingår i släktet Auridius och familjen dvärgstritar.

## Underarter
Arten delas in i följande underarter:
- A. o. amarillo
- A. o. crocatus